# Saint-Vaast-la-Hougue
Saint-Vaast-la-Hougue és un municipi francès situat al departament de la Manche i a la regió de Normandia. L'any 2007 tenia 2.080 habitants.

## Demografia

### Població
El 2007 la població de fet de Saint-Vaast-la-Hougue era de 2.080 persones. Hi havia 908 famílies de les quals 344 eren unipersonals (152 homes vivint sols i 192 dones vivint soles), 312 parelles sense fills, 196 parelles amb fills i 56 famílies monoparentals amb fills.
La població ha evolucionat segons el següent gràfic:
Habitants censats

### Habitatges
El 2007 hi havia 1.528 habitatges, 945 eren l'habitatge principal de la família, 543 eren segones residències i 40 estaven desocupats. 1.265 eren cases i 198 eren apartaments. Dels 945 habitatges principals, 553 estaven ocupats pels seus propietaris, 368 estaven llogats i ocupats pels llogaters i 24 estaven cedits a títol gratuït; 12 tenien una cambra, 100 en tenien dues, 208 en tenien tres, 292 en tenien quatre i 333 en tenien cinc o més. 576 habitatges disposaven pel capbaix d'una plaça de pàrquing. A 496 habitatges hi havia un automòbil i a 216 n'hi havia dos o més.

### Piràmide de població
La piràmide de població per edats i sexe el 2009 era:
| Homes | Edats   | Dones |
| ----- | ------- | ----- |
| 0     | 95 o +  | 4     |
| 8     | 90 a 94 | 4     |
| 4     | 85 a 89 | 48    |
| 4     | 80 a 84 | 28    |
| 60    | 75 a 79 | 100   |
| 52    | 70 a 74 | 88    |
| 92    | 65 a 69 | 84    |
| 48    | 60 a 64 | 52    |
| 44    | 55 a 59 | 56    |
| 64    | 50 a 54 | 76    |
| 80    | 45 a 49 | 72    |
| 80    | 40 a 44 | 60    |
| 76    | 35 a 39 | 64    |
| 44    | 30 a 34 | 48    |
| 48    | 25 a 29 | 72    |
| 64    | 20 a 24 | 60    |
| 72    | 15 a 19 | 44    |
| 64    | 10 a 14 | 92    |
| 36    | 5 a 9   | 48    |
| 60    | 0 a 4   | 44    |

## Economia
El 2007 la població en edat de treballar era de 1.183 persones, 765 eren actives i 418 eren inactives. De les 765 persones actives 681 estaven ocupades (399 homes i 282 dones) i 84 estaven aturades (36 homes i 48 dones). De les 418 persones inactives 161 estaven jubilades, 84 estaven estudiant i 173 estaven classificades com a «altres inactius».

### Ingressos
El 2009 a Saint-Vaast-la-Hougue hi havia 920 unitats fiscals que integraven 1.971 persones, la mediana anual d'ingressos fiscals per persona era de 15.416 €.

### Activitats econòmiques
Dels 152 establiments que hi havia el 2007, 4 eren d'empreses alimentàries, 3 d'empreses de fabricació d'elements pel transport, 8 d'empreses de fabricació d'altres productes industrials, 9 d'empreses de construcció, 58 d'empreses de comerç i reparació d'automòbils, 6 d'empreses de transport, 18 d'empreses d'hostatgeria i restauració, 7 d'empreses financeres, 10 d'empreses immobiliàries, 5 d'empreses de serveis, 12 d'entitats de l'administració pública i 12 d'empreses classificades com a «altres activitats de serveis».
Dels 38 establiments de servei als particulars que hi havia el 2009, 1 era una gendarmeria, 1 oficina de correu, 4 oficines bancàries, 1 funerària, 3 tallers de reparació d'automòbils i de material agrícola, 2 autoescoles, 2 paletes, 4 fusteries, 3 lampisteries, 3 perruqueries, 11 restaurants, 1 agència immobiliària, 1 tintoreria i 1 saló de bellesa.
Dels 35 establiments comercials que hi havia el 2009, 1 era un hipermercat, 2 botigues de més de 120 m², 1 una botiga de més de 120 m², 5 fleques, 3 carnisseries, 3 peixateries, 1 una peixateria, 11 botigues de roba, 1 una botiga d'equipament de la llar, 3 botigues de material esportiu, 1 una botiga de material de revestiment de parets i terra, 1 un drogueria i 2 floristeries.
L'any 2000 a Saint-Vaast-la-Hougue hi havia 15 explotacions agrícoles que ocupaven un total de 264 hectàrees.

## Equipaments sanitaris i escolars
El 2009 hi havia 1 farmàcia i 3 ambulàncies.
El 2009 hi havia 1 escola maternal i 1 escola elemental. Saint-Vaast-la-Hougue disposava d'un col·legi d'educació secundària amb 238 alumnes.

## Poblacions més properes
El següent diagrama mostra les poblacions més properes.